# Medionops simla
Espèce
Synonymes
- Nops simla Chickering, 1967

Medionops simla est une espèce d'araignées aranéomorphes de la famille des Caponiidae.

## Distribution
Cette espèce se rencontre au Panama et à La Trinité à Trinité-et-Tobago.

## Description
Le mâle holotype mesure 4,94 mm et la femelle paratype 5,92 mm.

## Étymologie
Son nom d'espèce lui a été donné en référence au lieu de sa découverte, Simla.

## Publication originale
- Chickering, 1967 : The genus Nops (Araneae, Caponiidae) in Panama and the West Indies. Breviora, no 274, p. 1-19 (texte intégral).